# Rúben Bareño
Ruben Laudelino Bareño Silva (23 de janeiro de 1944) é um ex-futebolista uruguaio que atuava como atacante.

## Carreira
Rúben Bareño fez parte do elenco da Seleção Uruguaia de Futebol, na Copa do Mundo de  1970. 